# Acrosomoides tetraedrus
Acrosomoides tetraedrus là một loài nhện trong họ Araneidae.
Loài này thuộc chi Acrosomoides. Acrosomoides tetraedrus được Charles Athanase Walckenaer miêu tả năm 1842.